# Општина Космешти (Галац)
Космешти (рум. Cosmeşti) општина је у Румунији у округу Галац.
Oпштина се налази на надморској висини од 49 m.